# 古巨蜥
古巨蜥（學名：Varanus priscus）又名巨齒蜥，是一種已滅絕的巨型巨蜥。牠們生存於更新世的南澳洲，約於4萬年前消失。最早到達的澳洲原住民可能曾與之一同生活。

## 科學分類

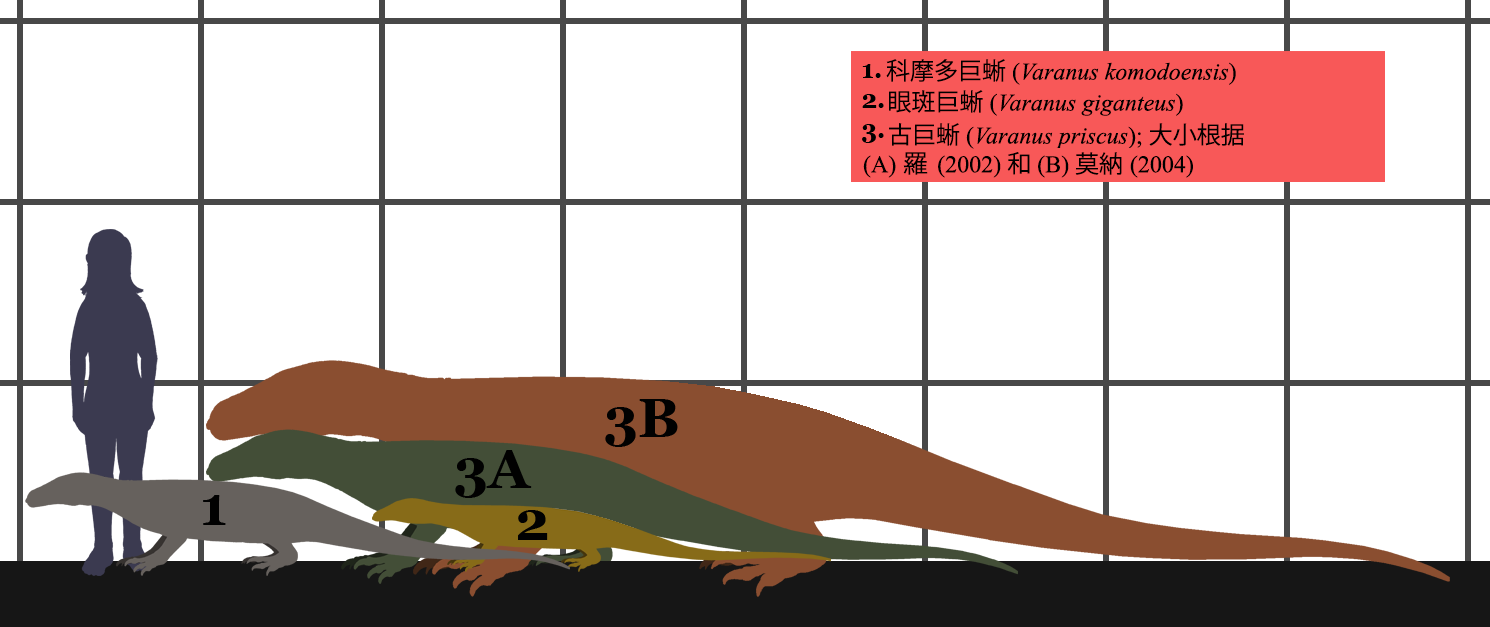
四種巨蜥的體型比較（3A與3B者）。

### 分類及命名
古巨蜥是由理查·歐文（Richard Owen）所描述，並取命名為Megalania prisca，意為「古代巨型的流浪者」。 歐文最初將古巨蜥分類在自己的屬中，但此屬的有效性卻被受質疑，認為是巨蜥屬的異名。 由於Megalania及巨蜥屬的性別不同，種小名也由prisca改為priscus。

### 系統發生學
多項研究都嘗試找出古巨蜥在巨蜥屬內的系統發生學位置。其中一個指牠們的頭顱骨頂形態與眼斑巨蜥相似，認為與之相近。 另一項較近期的研究則指牠們與科莫多龍的腦顱結構相似，故與之應為姊妹分類，而樹巨蜥則為其最近親。

## 體型

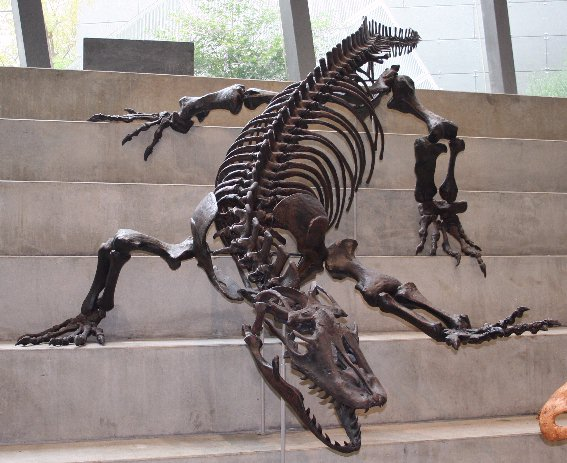
古巨蜥的骨骼結構重構。

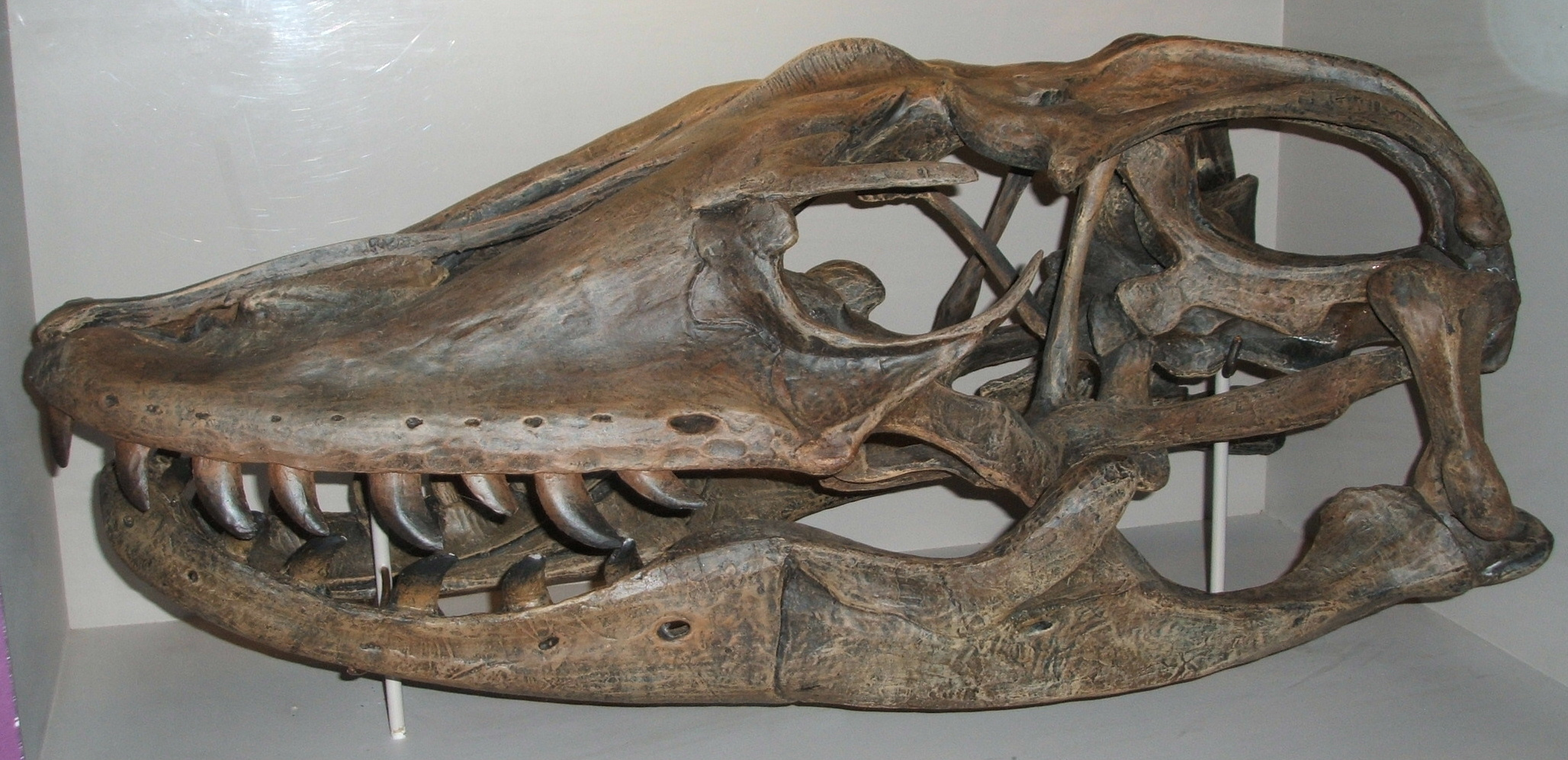
古巨蜥的頭顱骨。

古巨蜥沒有留下完整或接近完整的骨骼，故很難確定其大小。 早期估計牠們最大約有7米長，及重600-620公斤。 於2002年，斯蒂芬·羅（Stephen Wroe）就認為古巨蜥最多只有4.5米長及重331公斤，而平均則長3.5米及重97-158公斤。 他認為早期的計算是基於錯誤的方法及誇大了其體型。
不過，Ralph Molnar於2004年基於脊骨及總體長的研究，指古巨蜥的體長有幾種可能性。 若古巨蜥像樹巨蜥般擁有幼長的尾巴，牠們有可能長達7.9米；若牠們的尾巴與體型的比例像近親科莫多龍，則體長約等於7米。以7米的體長來計算，牠們可以重達1940公斤．而平均重320公斤。

## 古生物學
古巨蜥是已知最巨型的陸上蜥蜴(海中最大的蜥蜴則是滄龍)，牠們的四肢及身體強壯，頭顱骨很大，眼睛間有細小的冠，顎骨上長滿鋸齒狀的牙齒。 從其體型來推斷，牠們主要獵食中型至大型的動物，包括任何巨型的有袋類（如雙門齒獸）、爬行類、細小的哺乳動物及鳥類。
斯蒂芬·羅等人懷疑古巨蜥是否澳洲巨型動物群的主要掠食者。 他們發現袋獅曾殘殺非常巨型的更新世哺乳動物，但古巨蜥卻沒有。他們也發現古巨蜥的化石並不普遍，與袋獅的分佈相形見絀。
提姆·富蘭納瑞（Tim Flannery）認為要重構澳洲原住民到達澳洲前的生態系統，最理想的方法是以科莫多龍來取代古巨蜥。

## 毒素
研究發現其他巨蜥屬的成員，如科莫多龍，沿顎部都有毒腺。 所以有指古巨蜥也可能有類似的毒腺。 若真是這樣，古巨蜥將會是最巨大的有毒脊椎動物。